# Les Comelles
Mas Les Comelles és una masia de Sant Feliu de Pallerols (Garrotxa) inclosa a l'Inventari del Patrimoni Arquitectònic de Catalunya. Està situada al Veïnat de Sant Miquel de Pineda, per davant passa la carretera C-63, per poder accedir al mas cal entrar pel Camí de Sant Iscle de Colltort.

## Descripció
Es tracta d'un edifici civil amb teulada a dues vessants i orientat a ponent. Totes les cantoneres han estat treballades en pedra.
A l'edifici de l'habitacle, de forma basilical, es distingeixen un cos principal i dos de laterals, en els que hi ha dues eixides de sis arcades de pig punt cada una.
A l'edifici central hi ha una entrada amb arc de mig punt i sobre ella un gran balcó, bastant atípic en aquestes contrades. Hi ha també pintures amb motius geomètrics sense cap interès artístic.

## Història
És una edificació moderna.
Les diferents edificacions han conservat l'harmonia tot i que no lliga amb el seu entorn i difereix de les típiques cases del terme.